# Jiří Hynek
Jiří Hynek (* 7. Juni 1981 in Pilsen, Tschechoslowakei) ist ein tschechischer Handballtrainer und ehemaliger Handballspieler.
Hynek, der für die tschechische Nationalmannschaft auflief, war Abwehrspezialist. Im Angriff war er im linken Rückraum und als Kreisläufer einsetzbar.
Jiří Hynek begann in seiner Heimatstadt bei SSK Talent 90 Pilsen mit dem Handballspiel. In der ersten tschechischen Liga debütierte er als Spieler von Kovopetrol Pilsen, mit dem er 1999 die tschechische Meisterschaft gewann. Anschließend wechselte er zum Lokalrivalen HSC Pilsen, wo er 2000 Dritter der Meisterschaft wurde. 2003 schloss er sich dem Hauptstadtclub Dukla Prag an. Mit diesem wurde er 2003 Vizemeister und 2005 Dritter. 2005 wechselte er in die deutsche Handball-Bundesliga zum damaligen Aufsteiger MT Melsungen, dort bestritt er als Ergänzungsspieler in der Saison 2005/2006 aber nur 17 Spiele. Als Stammspieler im Abwehrmittelblock wurde Hynek bei seiner nächsten Station ab 2006 bei dem Bundesligisten GWD Minden eingesetzt, im Angriff spielte er dort praktisch nicht. Nach den Verpflichtungen von Frank von Behren und Michael Hegemann erhielt Jiří Hynek in Minden für die Saison 2008/2009 keinen neuen Vertrag, er schloss sich daraufhin der in der 2. Handball-Bundesliga (Staffel Nord) antretenden Ahlener SG an. Im Jahr 2010 bildete Ahlen mit dem ASV Hamm 04/69 Handball eine Spielgemeinschaft, die in der Bundesliga spielende HSG Ahlen-Hamm. Diese Spielgemeinschaft wurde eine Saison später wieder aufgelöst und seitdem spielte er für ASV Hamm-Westfalen. Sein auslaufender Vertrag wurde nicht verlängert und so verließ Hynek den ASV Hamm-Westfalen im Sommer 2012.
Jiří Hynek hat 78 Länderspiele für die tschechische Nationalmannschaft bestritten. Mit Tschechien belegte er bei der Handball-Weltmeisterschaft der Männer 2005 in Portugal den zehnten Platz. 
Nach zwei Kreuzbandrissen beendete er seine Karriere mit 32 Jahren und übernahm im Sommer 2013 den Posten des Assistenztrainers bei seinem früheren Verein SSK Talent 90 Pilsen.